# Rojo persa
El rojo persa o bermellón persa es un color rojo intenso, ligeramente anaranjado, que corresponde al vidriado rojo anaranjado de ciertas piezas monocromas de loza elaboradas en las locerías de Kermán, Persia, entre fines del siglo XV y fines del XVIII; a la derecha se da el color específico de este vidriado.
El vidriado rojo persa se obtenía por medio de una arcilla proveniente del Golfo Pérsico que contenía hierro y óxidos de aluminio y de magnesio.

## Historia y usos
El rojo persa es uno de los colores nacionales e identitarios de Irán, junto con el verde persa, el azul persa y el blanco. Es el rojo que aparece en la bandera iraní.

### En la bandera de Irán

La bandera del emperador (Sha) de Persia Aga Muhammad Khan, que data del siglo XVIII

Bandera de la Red Lion and Sun Society

La bandera de Irán incorpora tres de los llamados colores panárabes (colores comunes a los emblemas nacionales de los países islámicos): el rojo persa, el blanco y el verde. El rojo panárabe tiene su origen en el pabellón rojo usado por los jariyíes, el primer grupo republicano islámico que emergió luego del asesinato del califa Uthman Ibn Affan, en el siglo VIII. Sin embargo, el rojo que Irán usa como símbolo nacional es específico y diferente del de las demás banderas panárabes, y es «persa», como se ha dicho, porque proviene de un color de uso tradicional en la cerámica de esa cultura. Se ha usado en las banderas nacionales persas desde el siglo XVIII.

### En laRed Lion and Sun Society
Antes de la Revolución Islámica, la rama iraní de la Cruz Roja Internacional se denominaba Red Lion and Sun Society («Sociedad del León y el Sol Rojos»), y llevaba como símbolo el tradicional emblema iraní del león y el sol en color rojo persa sobre fondo blanco. Este símbolo había sido aceptado por la Cruz Roja Internacional en 1923, y se usó hasta 1980, cuando comenzó a considerárselo indeseable porque el emblema del león y el sol provenía de la depuesta dinastía Pahlavi, por lo que fue reemplazado por la Media Luna Roja que usan las demás naciones islámicas. No obstante, el símbolo del león y el sol rojos aún es reconocido por la Cruz Roja, e Irán se reserva su propiedad y derecho de uso.

### En Occidente
En Occidente, el rojo persa se adoptó como color para vestimentas de moda, y como pigmento para pinturas  industriales y artísticas. Históricamente, este pigmento se ha elaborado con hematites roja del Golfo Pérsico o bien haciendo una imitación con blanco de plomo, dicromato de potasio y ácido sulfúrico.